# Энджел Эш
Энджел Эш (англ. Angel Ash) — порноактриса, лауреат премии XRCO Award.

## Биография
Дебютировала в порноиндустрии в 1992 году. Снималась для таких студий, как Devil’s Film, Evil Angel, Rosebud, Sin City, VCA Pictures.
В 1992 году получила премию XRCO Award в номинации «лучшая групповая сцена», за фильм Buttman’s Face Dance 1 (вместе со Сьеррой, Крисси Энн, Рокко Сиффреди, Риком Смирсом, Шейлой Стоун, Томом Байроном, Тиффани Майнкс и Вуди Лонгом).
Ушла из индустрии в 1995 году, снявшись в 17 фильмах.

## Награды
| Год  | Награда    | Категория              | Работа                 | Результат |
| ---- | ---------- | ---------------------- | ---------------------- | --------- |
| 1992 | XRCO Award | Лучшая групповая сцена | Buttman’s Face Dance 1 | Победа    |

## Избранная фильмография
- Buttman’s Face Dance 1[2] (1992)
- Slave to Love[3] (1993)